# Polonia al Junior Eurovision Song Contest
La Polonia ha partecipato per la prima volta al Junior Eurovision Song Contest nella sua edizione inagurale nel 2003. TVP, rete televisiva polacca, ha curato tutte le partecipazioni al Junior Eurovision Song Contest. Si ritirò nel 2005 a causa di problemi finanziari, ma è tornata 12 anni dopo nell'edizione del 2016.
Nel 2018 grazie a Roksana Węgiel con il brano Anyone I Want to Be ottiene la sua prima vittoria e il 10 dicembre 2018 viene annunciato che il paese avrebbe ospitato l'evento nel 2019 nella Gliwice Arena. Il 24 novembre 2019 la Polonia vince per la seconda volta, con Superhero di Viki Gabor, diventando la prima nazione nella storia del contest ad aggiudicarsi la manifestazione per due anni consecutivi, nonché la prima a vincere in casa.

## Partecipazioni
- Primo posto
- Secondo posto
- Terzo posto
- Ultimo posto

| Anno                                    | Artista          | Canzone              | Lingua           | Posizione | Posizione |
| Anno                                    | Artista          | Canzone              | Lingua           | Finale    | Punti     |
| --------------------------------------- | ---------------- | -------------------- | ---------------- | --------- | --------- |
| 2003                                    | Kasia Zurawik    | Coś mnie nosi        | Polacco          | 16º       | 3         |
| 2004                                    | KWADro           | Łap życie            | Polacco          | 17º       | 3         |
| Nessuna partecipazione dal 2005 al 2015 |                  |                      |                  |           |           |
| 2016                                    | Olivia Wieczorek | Nie zapomnij         | Polacco, inglese | 11º       | 60        |
| 2017                                    | Alicja Rega      | Mój dom              | Polacco          | 8º        | 138       |
| 2018                                    | Roksana Węgiel   | Anyone I Want to Be  | Polacco, inglese | 1º        | 215       |
| 2019                                    | Viki Gabor       | Superhero            | Polacco, inglese | 1º        | 278       |
| 2020                                    | Ala Tracz        | I'll Be Standing     | Polacco, inglese | 9º        | 90        |
| 2021                                    | Sara James       | Somebody             | Polacco, inglese | 2º        | 218       |
| 2022                                    | Laura            | To the Moon          | Polacco, inglese | 10º       | 95        |
| 2023                                    | Maja Krzyżewska  | I Just Need a Friend | Polacco, inglese | 6º        | 124       |
| 2024                                    | Dominik Arim     | All Together         | Polacco, inglese | 12º       | 61        |
| 2025                                    | Marianna Kłos    |                      |                  |           |           |

## Storia delle votazioni
Al 2020, le votazioni della Polonia sono state le seguenti: 
Punti dati
| Posizione | Stato       | Punti |
| --------- | ----------- | ----- |
| 1         | Australia   | 45    |
| 2         | Bielorussia | 39    |
| 3         | Spagna      | 37    |
| 4         | Georgia     | 34    |
| 5         | Ucraina     | 32    |

Punti ricevuti
| Posizione | Stato        | Punti |
| --------- | ------------ | ----- |
| 1         | Bielorussia  | 33    |
| 2         | Malta Serbia | 29    |
| 4         | Francia      | 24    |
| 5         | Paesi Bassi  | 23    |

## Organizzazione dell'evento
| Anno | Città    | Luogo         | Conduttori                                                |
| ---- | -------- | ------------- | --------------------------------------------------------- |
| 2019 | Gliwice  | Gliwice Arena | Ida Nowakowska, Aleksander Sikora e Roksana Węgiel        |
| 2020 | Varsavia | TVP Studio 5  | Ida Nowakowska, Rafał Brzozowski e Małgorzata Tomaszewska |